# The Dreadnoughts
The Dreadnoughts — канадская фолк-панк-группа из Ванкувера, образованная в 2007 году и исполняющая смесь европейской фолк-музыки и стрит-панка.

## История группы
The Dreadnoughts — группа кельтского панка из Ванкувера. Стиль напоминает[кому?] музыку пьяных матросов, ирландские мотивы и забойный стрит-панк.
Это группа оборванных пьяных бунтарей, которые остаются верными древним ирландским балладам и песням, что вели моряков через весь мир. И в то же время это пример современного панка невиданной в Ванкувере интенсивности и силы.
Сформировались в 2006 за пинтами дешевого пива в достаточно злачном отеле Ivanhoe в Восточном Ванкувере. Они начали с разогрева дедушек фолк-панка The Real McKenzies и с тех пор ни разу не свернули с этого пути. Используя в своей музыке скрипку, аккордеон, мандолину, свисток, гитары и барабаны они быстро стали известны своими мощными хаотичными живыми выступлениями. За три года своего существования они медленно, но уверенно пополнили ряды Ванкуверских панк героев.
Их альбом «Victory Square» показывает Дредноутов взрослой, мощной и оригинальной командой. С его выходом в мае 2009 года группа выехала в долгожданный тур по Америке и Европе, принося с собой заряд живого панк рока.
В конце 2011 года группа объявила о бессрочном отпуске, однако продолжила выступления от случая к случаю. Так, в начале 2012 года было дано три концерта в Восточной Канаде, а также проводились ежегодные шоу в Ванкувере. В январе 2014 года группа провела двухнедельный тур по европе, а в марте отыграла два концерта с Guttermouth. В ноябре 2017 был выпущена четвертая пластинка, концертный альбом Foreign Skies, посвященный Первой мировой войне. В 2019 году последовал акустический альбом Into The North. В 2023 группа выпустила альбом Green Willow, который полностью состоит из фолк-панковских переложений традиционных ирландских народных песен (за исключением последнего трека «Roll Northumbria»).

## Дискография

### Студийные альбомы
- Legends Never Die — 2007 (Golden Tee Records)
- Victory Square — 2009 (Stomp Records)
- Polka’s Not Dead — 2010 (Stomp Records)
- Foreign Skies  — 2017 (Self Released)
- Into The North — 2019 (Stomp Records)
- Roll And Go — 2022 (Stomp Records)
- Green Willow — 2023 (Digital-Only, Self Released)

### EP
- Cyder Punks Unite — July 2010, (Leech Redda)
- Uncle Touchy Goes To College — July 2011 (Bellydrop Records)
- Foreign Skies (B Sides) — January 2018 (Self Released)

### Live
- 2011 — Live in Europe

## Состав
- Nicholas Smyth — Вокал и гитара
- Kyle Taylor — Аккордеон, скрипка и вокал
- Drew Sexsmith — Мандолина, банджо и вокал
- Andrew Hay — Бас-гитара
- Marco Bieri — Барабаны